# 1074

## Родени
- Едгар I – крал на Шотландия (умира през 1107 година)

## Починали
- Анастасия Ярославна, кралица на Унгария
- Шаламон, крал на Унгария